# Keisuke Shimizu
Keisuke Shimizu (japanisch 清水 圭介 Shimizu Keisuke; * 25. November 1988 in Kakogawa) ist ein japanischer Fußballspieler.

## Karriere
Shimizu erlernte das Fußballspielen in der Schulmannschaft der Takigawa Daini High School. Seinen ersten Vertrag unterschrieb er 2007 bei Ōita Trinita. Der Verein spielte in der höchsten Liga des Landes, der J1 League. Im August 2009 wurde er an den Drittligisten New Wave Kitakyushu ausgeliehen. 2010 kehrte er zum Zweitligisten Ōita Trinita zurück. Am Ende der Saison 2012 stieg der Verein in die erste Liga auf. Für den Verein absolvierte er 95 Ligaspiele. 2014 wechselte er zum Zweitligisten Avispa Fukuoka. Für den Verein aus Fukuoka absolvierte er fünf Ligaspiele. 2015 wechselte er zum Ligakonkurrenten Kyoto Sanga FC. Mit dem Verein aus Kyōto feierte er Ende 2021 die Vizemeisterschaft und den Aufstieg in die erste Liga. Nach 114 Zweitligaspielen für Kyoto wechselte er im Januar 2022 zum Erstligisten Cerezo Osaka. Hier stand er drei Spielzeiten unter Vertrag und bestritt fünf Ligaspiele. Im Januar 2025 wechselte er nach Akashi zum unterklassigen Basara Hyogo.

## Erfolge
Oita Trinita
- Japanischer Ligapokalsieger: 2008

Kyoto Sanga FC
- Japanischer Zweitligavizemeister: 2021  ▲